# Стольніковізна
Стольніковізна (пол. Stolnikowizna) — село в Польщі, у гміні Високе Люблінського повіту Люблінського воєводства.
Населення — 92 особи (2011).
У 1975-1998 роках село належало до Замойського воєводства.

## Демографія
Демографічна структура станом на 31 березня 2011 року:
|          | Загалом | Допрацездатний вік | Працездатний вік | Постпрацездатний вік |
| -------- | ------- | ------------------ | ---------------- | -------------------- |
| Чоловіки | 50      | 8                  | 33               | 9                    |
| Жінки    | 42      | 1                  | 25               | 16                   |
| Разом    | 92      | 9                  | 58               | 25                   |